# Mont Henderson
Pour les articles homonymes, voir Henderson.
Le mont Henderson est un sommet du chaînon Britannia, dans la Terre Victoria méridionale, dans la chaîne Transantarctique. Il s'élève à 2 660 mètres d'altitude.
Découvert par l'expédition Discovery (1901–1904), il porte le nom de l'officier de la Royal Navy Reginald Friend Hannam Henderson (en).
Le glacier Byrd se situe au sud et le mont Olympus à l'est.

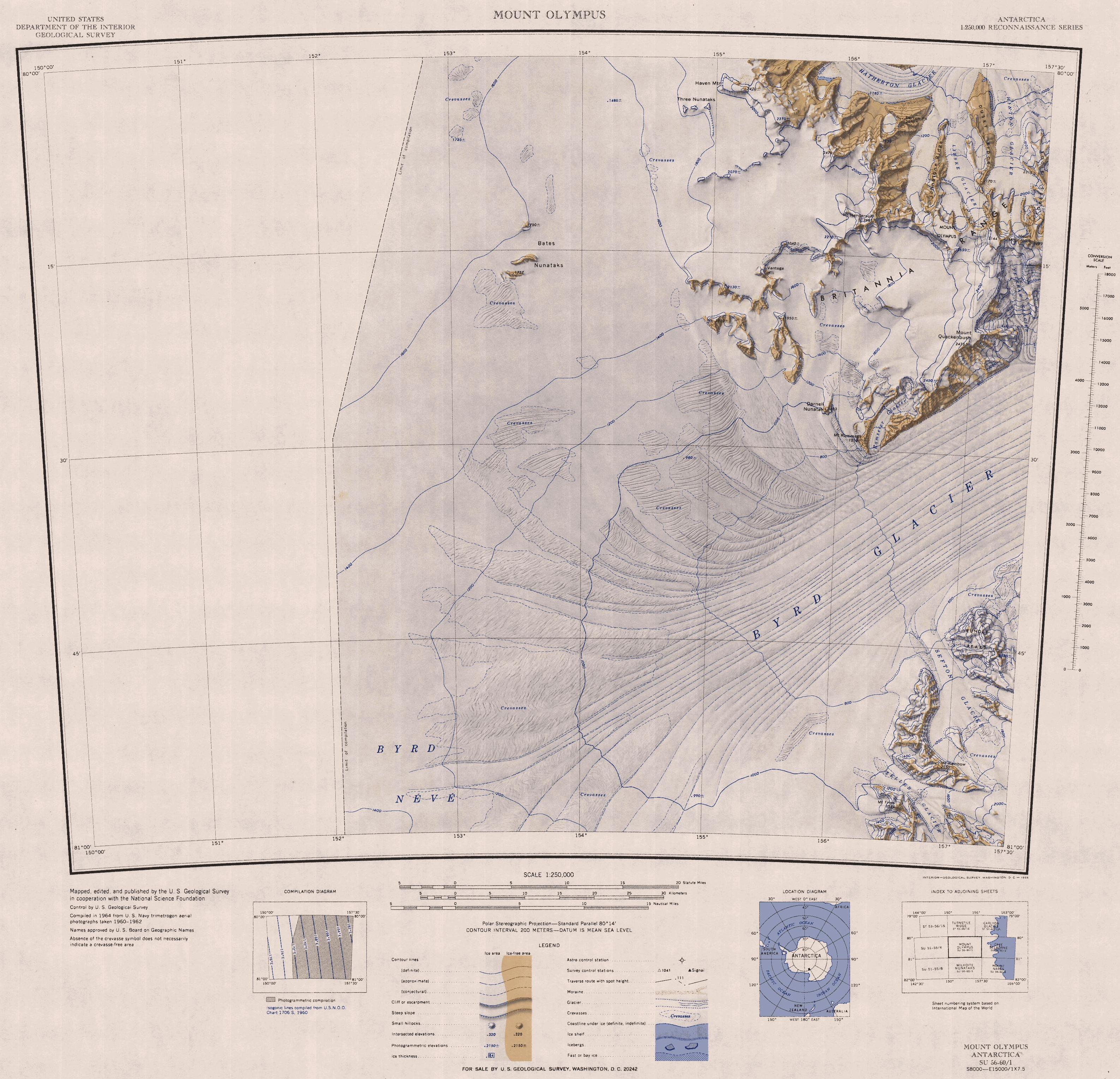
Le mont Henderson et le mont Olympus sur une carte topographique de l'USGS (au nord-est). Le glacier Byrd est notamment visible sur celle-ci.